# Charles J. Pedersen
Charles John Pedersen (3. října 1904 Pusan – 26. října 1989 Salem, New Jersey) byl americký chemik, nositel Nobelovy ceny za chemii za rok 1987. Obdržel ji společně s D. J. Cramem a  J.-M. Lehnem za objev syntetických makrocyklických látek se selektivními vlastnostmi pro vazbu iontů a molekul. Narodil se v Koreji smíšenému norsko-japonskému páru. Roku 1904 se rodina odstěhovala do Japonska. Roku 1922 Pedersen odešel za studiem do USA. Bakalářský titul získal na Daytonské univerzitě v Ohiu a magisterský na Massachusettském technologickém institutu. Protože nechtěl být dále vydržován svým otcem, rozhodl se nepokračovat v postgraduálním studiu, a je tak jedním z mála nositelů Nobelovy ceny v přírodovědných oborech, kteří nemají doktorát. V roce 1927 nastoupil do laboratoří firmy Du Pont, kde pracoval dalších 42 let a vytvořil 65 patentů a 25 publikací.